# Ledigos
Ledigos település Spanyolországban, Palencia tartományban. Ledigos Lagartos, Villarrabé, Cervatos de la Cueza, Población de Arroyo és Moratinos községekkel határos. Lakosainak száma 62 fő (2024).

## Népesség
A település népessége az elmúlt években az alábbi módon változott:
| Lakosok száma | 104  | 96   | 84   | 81   | 70   | 68   | 67   | 64   | 64   | 62   |
|               | 2001 | 2004 | 2007 | 2009 | 2012 | 2014 | 2017 | 2019 | 2022 | 2024 |